# Gökçeyazı, Gürün
Gökçeyazı là một xã thuộc huyện Gürün, tỉnh Sivas, Thổ Nhĩ Kỳ. Dân số thời điểm năm 2011 là 146 người.